# Campeonato Mundial de Gimnasia Artística de 2026
El LIV Campeonato Mundial de Gimnasia Artística se celebrará en Róterdam (Países Bajos) entre el 17 y el 25 de octubre de 2026 bajo la organización de la Federación Internacional de Gimnasia (FIG) y la Federación Neerlandesa de Gimnasia.
Las competiciones se realizarán en el Rotterdam Ahoy de la ciudad neerlandesa.